# Erikssonia acraeina
Erikssonia acraeina is een vlinder uit de familie van de Lycaenidae. De wetenschappelijke naam van de soort is voor het eerst gepubliceerd in 1891 door Roland Trimen.
De soort komt voor in Angola en Zambia. De vliegtijd is in januari.